# Desmiphora sarryi
Desmiphora sarryi är en skalbaggsart som beskrevs av Tavakilian och Néouze 2004. Desmiphora sarryi ingår i släktet Desmiphora och familjen långhorningar. Inga underarter finns listade i Catalogue of Life.